# De Transformisten
De Transformisten is een Vlaamse socio-culturele vzw.
Tot begin 2021 heette de organisatie Netwerk Bewust Verbruiken (NBV), en vormde ze een samenwerking tussen organisaties actief op het gebied van onder andere consumenten, milieu, derde wereld, arbeidsrecht en sociale economie. 
De naamsverandering naar De Transformisten markeert de overgang van een individuele (consumenten) benadering - duurzaam consumeren promoten - naar een meer collectieve insteek. De Transformisten steunt solidaire initiatieven rond delen- en repareren en streeft naar een cultuurshift richting een economie van genoeg. 
De missie van de organisatie luidt als volgt:
De Transformisten bouwt aan een economie van genoeg, waar iedereen goed kan leven binnen de grenzen van mens en planeet. Met onze activiteiten versterken we de beweging van solidaire deel- en repareerinitiatieven in Vlaanderen en voeden we het maatschappelijk debat over een rechtvaardig economisch systeem.
Met onze communicatieacties stimuleren we een breed publiek tot het hergebruik, repareren en delen van spullen als volwaardig alternatief voor systematische overproductie en overconsumptie. Zo streven we naar een samenleving die een eerlijke verdeling van welvaart voorop stelt.

## Leden
Deze organisaties zijn lid van de Algemene Vergadering van De Transformisten:
- Way to Go (vroeger Autodelen)
- Bond Beter Leefmilieu
- Broederlijk Delen
- Comm'sa
- Dialoog
- Ecolife
- EVA / ProVeg
- FairFin
- Femma
- Ferm
- GEC
- Gezinsbond
- GoodPlanet Belgium
- HERW!N
- LETS Vlaanderen
- Maakbaar Leuven
- Mic Mac Minuscule
- Mpact
- Muntuit
- Natuuracademie
- NewB
- Oxfam-Wereldwinkels
- PEFC Belgium
- Posthof
- Reset.Vlaanderen
- Rikolto
- Samenhuizen
- Schone Kleren Campagne
- Transitie Vlaanderen vzw
- Triodos Bank
- Velt
- Vlaams ABVV
- Wervel
- WijDelen

## Projecten (selectie)
- Gent, Deel- en repareerstad
- 't Werkkot: gereedschapsbibliotheken
- De Babytheek: ontlenen van baby-materiaal dat je slechts enkele maanden nodig hebt
- Gedeeld:Door: alles over ruilen en delen
- Goud:Eerlijk!?: Over de gevolgen van de (goud)mijnbouw
- Keuken, Koken, Kiezen: campagne rond duurzaam in de keuken, bekend van de Duurzame Keukenbus
- Krachtvoer voor Dialoog: dialoog, indicatoren en onderzoek rond duurzaam ondernemen bij grootwarenhuizen
- Woon Gerust, Kies Bewust: campagne rond ecologisch en sociaal verantwoord wonen en (ver)bouwen
- Kies wat je eet, Weet wat je Kiest: campagne rond mens- en milieuvriendelijke voeding
- Blije Bloemen: campagne over de sociale en milieu-impact van de sierbloementeelt